# Christian Valétudie
Christian Valétudie (* 27. Mai 1952 in Pointe-à-Pitre, Guadeloupe) ist ein ehemaliger französischer Leichtathlet, der vor allem im Dreisprung erfolgreich war. 

## Sportliche Karriere
Der 1,93 Meter große Christian Valétudie startete während seiner gesamten Karriere und später auch als Seniorensportler für US Créteil. 1975, 1979, 1980, 1982 und 1983 gewann er fünfmal die französischen Meisterschaften im Dreisprung. Hinzu kamen sechs Hallentitel von 1974 bis 1983.
Valétudie trat bei 5 Wettkämpfen im Juniorenbereich und bei 41 Wettkämpfen im Erwachsenenbereich im Nationaltrikot an. 1974 bei den Halleneuropameisterschaften in Göteborg belegte er mit 15,71 Meter den siebten Platz, sein Landsmann Bernard Lamitié gewann die Bronzemedaille. Ein Jahr später bei den Halleneuropameisterschaften 1975 in Katowice wurde Valétudie mit 16,31 Meter Siebter. 1976 bei den Halleneuropameisterschaften in München belegte Valétudie zum dritten Mal in Folge den siebten Platz, diesmal sprang er 16,30 Meter. Lamitié erkämpfte wie zwei Jahre zuvor die Bronzemedaille. 1977 bei den Halleneuropameisterschaften in San Sebastian wurde Lamitié wieder Dritter, Valétudie kam mit 16,09 Meter auf den sechsten Rang.
Seine Karriere-Bestleistung von 16,80 Meter sprang Christian Valétudie am 16. September 1979 in Rovereto. Eine Woche später bei den Mittelmeerspielen in Split siegte Lamitié mit 16,90 Meter vor zwei Jugoslawen, die beide 16,55 Meter in die Wertung brachten. Mit 16,50 Meter belegte Valétudie vierten Platz. 1980 bei den Halleneuropameisterschaften in Sindelfingen erreichte Valétudie mit 16,06 Meter den elften Platz. Im Juli bei den Olympischen Spielen 1980 in Moskau sprang Valétudie in der Qualifikation 16,43 und erreichte damit als Elfter den Vorkampf. In seinem ersten Sprung im Vorkampf verletzte er sich und blieb ohne gültigen Versuch. Zum Abschluss seiner Karriere gewann Valétudie bei den Mittelmeerspielen 1983 in Casablanca die Bronzemedaille mit 16,33 Meter und 17 Zentimeter Rückstand auf den zweitplatzierten Italiener Dario Badinelli.